# 约特·赫德隆
约特·赫德隆（瑞典語：Göthe Hedlund，1918年7月31日—2003年12月15日），瑞典男子速度滑冰运动员。他曾代表瑞典参加1948年和1952年冬季奥林匹克运动会速度滑冰比赛，获得一枚铜牌。